# Une auberge espagnole
Ne doit pas être confondu avec L'Auberge espagnole.
 (juillet 2017).
Une auberge espagnole est le journal intime tenu par l'exilé républicain espagnol Luis Bonet Lopez lors de son internement dans des camps de réfugiés dans le sud de la France. 
L'auteur y raconte la vie des réfugiés de la guerre civile espagnole dans les camps de Saint-Cyprien et de Barcarès dans les Pyrénées-Orientales. Le livre a été publié en 1994 dans la collection Jeunesse chez Gallimard avec une préface de Michel del Castillo.

## Contexte
Luis Bonet Lopez, républicain espagnol, se réfugie en France au début de l'année 1939. Pendant la Seconde Guerre mondiale, il fait partie de la Résistance française. Après la guerre, il s'installe dans l'ouest du pays à Montendre (Charente-Maritime), où il continue son métier de typographe.
Toute sa vie il a témoigné sur la guerre civile espagnole et sur la vie des réfugiés dans les camps en France. Luis Bonet avait un  talent de narrateur reconnu. Des personnes de son entourage l'ont encouragé à écrire ses mémoires pour la jeunesse. C'est ainsi que fut publié en 1994 la première édition de Une Auberge espagnole. Texte rempli de tendresse, de douleur, de rires et d'humour malgré la misère. Luis Bonet fait découvrir la vie quotidienne dans le camp d'internement de Saint Cyprien dans le sud de la France. Il explique avec poésie la complexité des relations humaines: nous voyons comment au milieu de rien les réfugiés arrivent à inventer une société organisée et solidaire. Luis Bonet prend cependant le parti de ne jamais cacher le côté obscur des personnes françaises ou espagnoles.

## Biographie de Luis Bonet López
Luis Bonet López est né en 1910 à Valence (Espagne). Il a été membre du camp Républicain et du parti communiste espagnol. Il a connu les camps de réfugiés espagnols dans le sud de la France : Saint-Cyprien, Le Barcarès. Puis il a été envoyé dans des camps de travailleurs étrangers en Charente-Maritime, notamment Montendre. Dans son livre autobiographique, il raconte la vie dans ces camps.
Il a laissé un grand nombre d'écrits en prose et en vers sur sa vie de Républicain, d’exilé espagnol, de militant et de résistant. En Charente-Maritime, où il s'était installé à la fin des années 1940 avec sa femme et son fils, il a exercé son métier d'imprimeur et créé sa propre entreprise. 
Il est mort le 22 février 1997 à Montendre.

## Composition du journal
Le livre comporte 93 pages sans la préface et 40 chapitres. Chaque chapitre a un titre. Ce sont des chapitres courts, de 1 à 5 pages maximum. Luis Bonet raconte la vie quotidienne d’un exilé espagnol depuis la sortie du territoire espagnol jusqu'au camp d'internement français de Saint-Cyprien dans les Pyrénées-Orientales. Le livre se termine avec l'entrée dans un autre camp, celui de Barcarès, à 30 km de Saint-Cyprien.
Dans la première édition il y avait des dessins et des poèmes de Luis Bonet alors que dans la dernière on ne trouve que le journal. Les titres du journal sont évocateurs ou mystérieux, mais chacun abrite un univers poétique qui reflète la sensibilité de l'auteur.
1. Chemin de l'exil : raconte la sortie d'Espagne en février 1939.
2. J'ai vu passer un homme sec
3. La vache
4. Mon entrée en France
5. Ma première nuit en France
6. La fin de la marche
7. Le paysage et les hommes
8. Notre résidence
9. Élucubrations sur le froid
10. Les piranhas
11. La part de Goya
12. Liberté, égalité, fraternité
13. L'auberge espagnole
14. Le zoo
15. Mon logement
16. Le tirailleur sénégalais
17. Le camp de nudistes
18. le mort anonyme
19. Les rapaces
20. Solidarité
21. L'hippodrome
22. Le retour des piranhas
23. Celui qui est parti au Mexique
24. Dans le camp, nous commençons à nous organiser
25. Les croquettes
26. Le printemps est là
27. L'homme ne vit pas que de pain
28. Quand les piranhas se transforment en poissons rouges
29. Docteur Victor
30. Le baraquement C
31. Une curieuse découverte
32. « F » comme « fumer »
33. L'esprit d'initiative
34. Les fonctionnaires
35. La numismatique à l'aide des exilés
36. Un jour dans le camp
37. Le marché aux puces
38. Je retire l'intendance à Pépé
39. Le camp de Barcarès
40. Sortie du camp

## Personnages célèbres cités dans le journal
- Francisco Franco
- Manuel Azaña
- Francisco de Goya[8]
- Adolf Hitler
- Benito Mussolini
- Dante